# ألبرتو جاي مورا
ألبرتو جاي مورا (بالإنجليزية: Alberto J. Mora)‏ هو ناشط حقوق الإنسان ومحامي أمريكي، ولد في 1951 في بوسطن في الولايات المتحدة.